# Лахдж (мухафаза)
Лагдж (араб. لحج) — мухафаза Ємену. Адміністративний центр — місто Лагдж.

## Географія
Розташована на південному заході країни, межує з мухафазами: Аб'ян (на сході), Аден (на півдні), Ель-Бейда (на північному сході), Ель-Даля (на півночі), Таїз (на заході і північному заході). На півдні омивається водами Аденської затоки.
Площа мухафази становить 15 210 км ².
У мухафазі розташовано кілька пересихаючих річок (ваді) та обривів (на півночі).

## Транспорт
Траса, яка з'єднує Аден і Таїз, проходить через міста мухафази: Лагдж та Ель-Анад. Інші міста з'єднані другорядними дорогами. У місті Ед-Даля розташоване летовище місцевого сполучення.

## Економіка
У сільському господарстві домінує кочове тваринництво, також частково, на півночі, культивують зернові та технічні культури, м'ясо-молочне тваринництво. Видобувається кухонна сіль.

## Населення
Станом на 2013 рік чисельність населення становить 883 585 осіб.
Динаміка чисельності населення мухафази по роках:
| 1988    | 1994    | 2004    | 2013    |
| ------- | ------- | ------- | ------- |
| 458 400 | 555 742 | 727 203 | 883 585 |

## Світлини

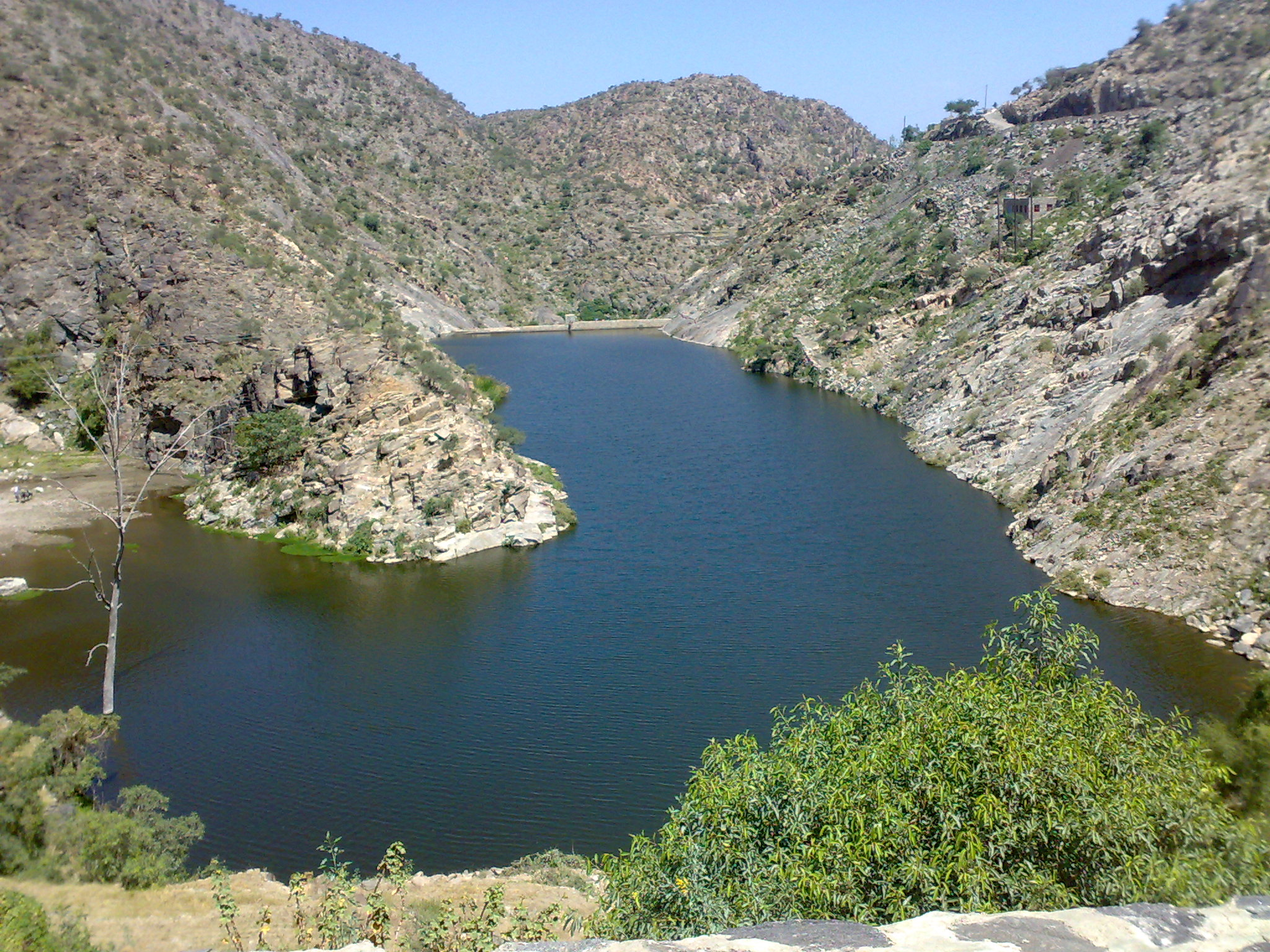
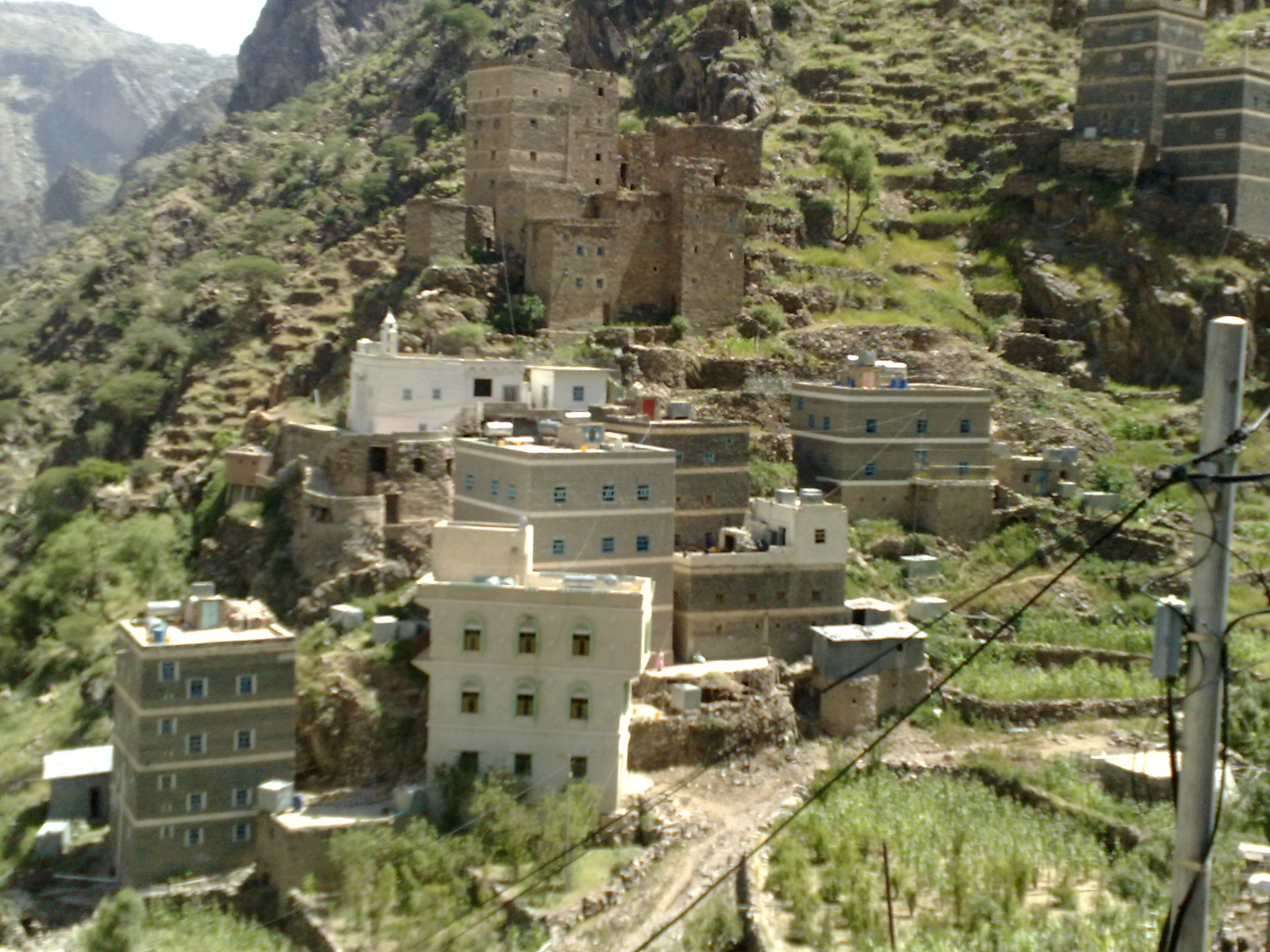
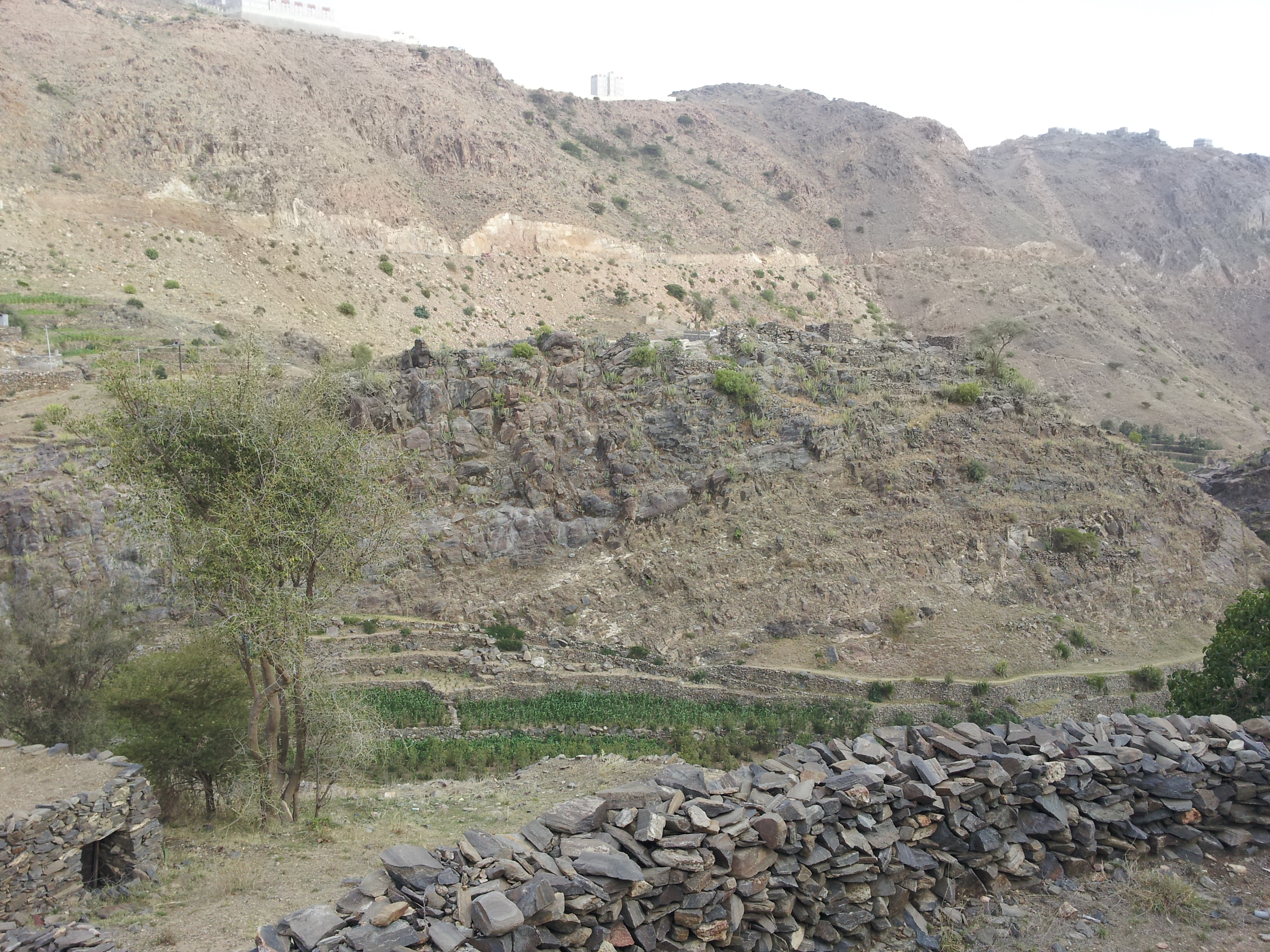
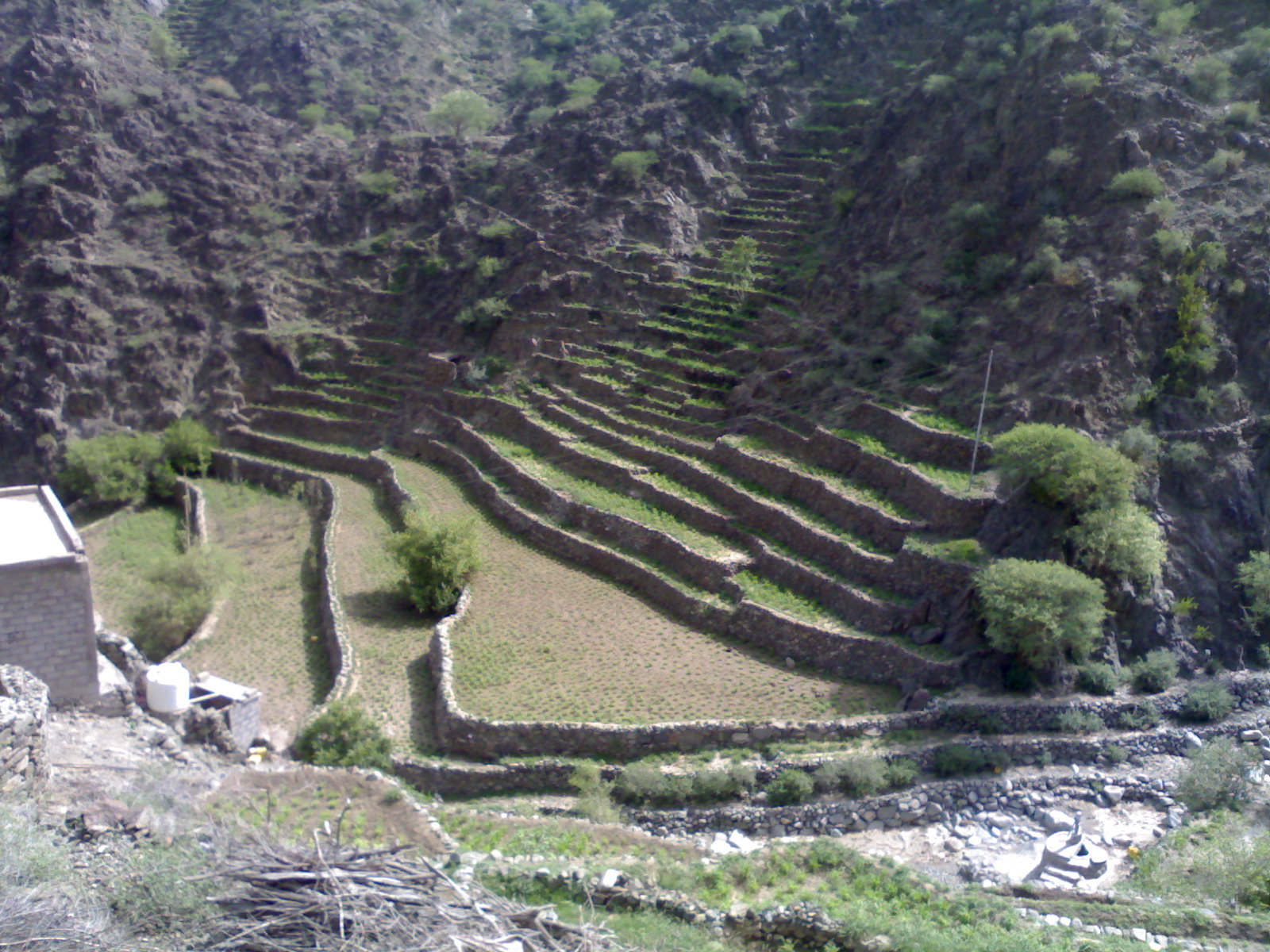
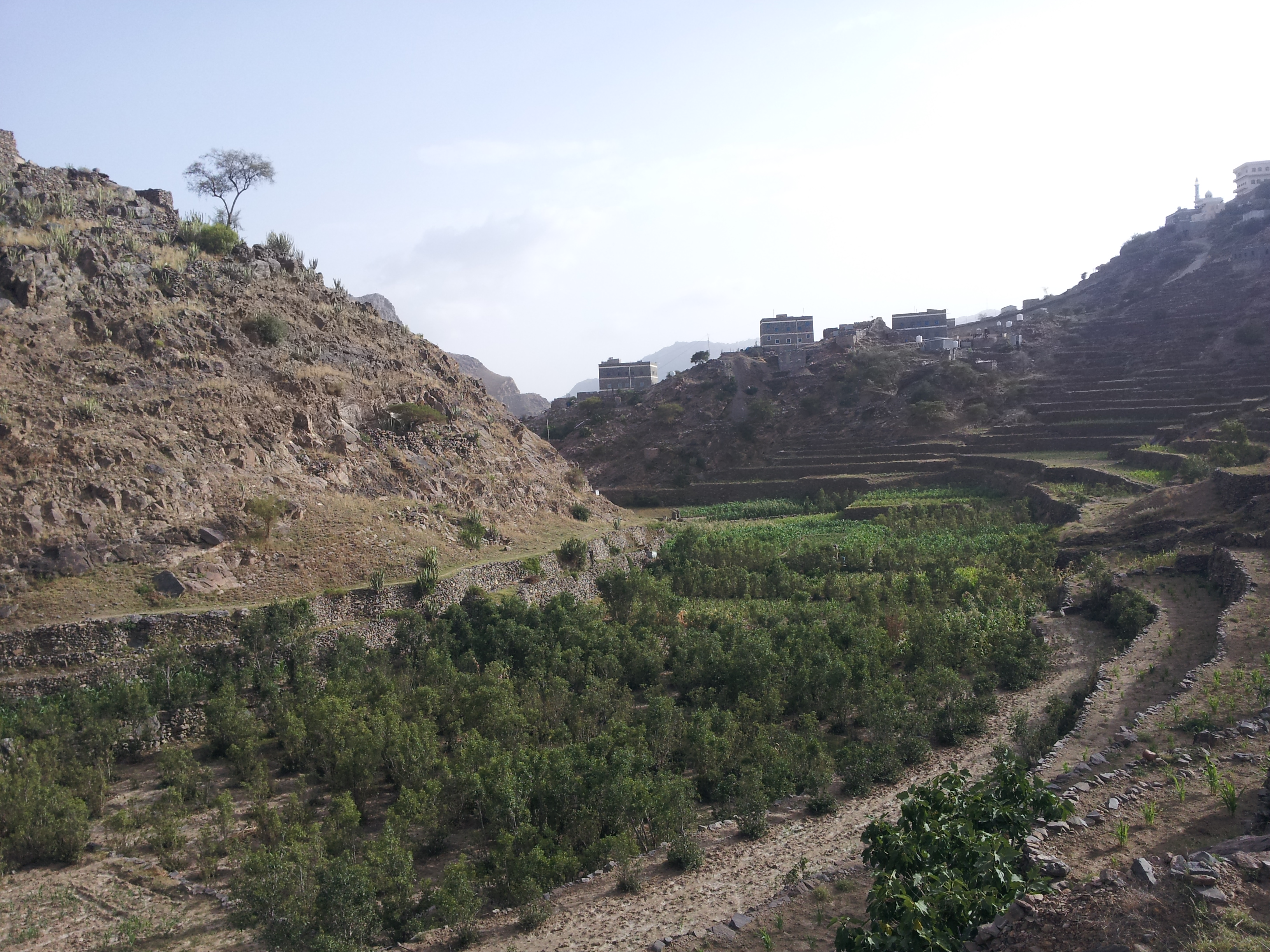